# Nephus timberlakei
Nephus timberlakei är en skalbaggsart som beskrevs av Gordon 1985. Nephus timberlakei ingår i släktet Nephus och familjen nyckelpigor. Inga underarter finns listade i Catalogue of Life.